# بادام زار (مقاطعة دشتي)
بادام زار (بالفارسية: بادام‌زار) هي قرية تقع في إيران في قسم مركزي الريفي. يقدر عدد سكانها بـ 99 نسمة بحسب إحصاء 2016.